# Won by Strategy (film 1904)
Won by Strategy è un cortometraggio muto del 1904 diretto da Lewin Fitzhamon.

## Trama
Una ragazza scappa di casa fingendo di essersi avvelenata. Arriva in chiesa portata in ambulanza.

## Produzione
Il film fu prodotto dalla Hepworth.

## Distribuzione
Distribuito dalla Hepworth, il film - un cortometraggio della lunghezza di 122 metri- uscì nelle sale cinematografiche britanniche nell'ottobre 1904. Nel 1906, la Williams, Brown and Earle lo distribuì nel 1906.